# Simon de Duin
Simon dit de Duin, parfois de Duyn, mort le 20 janvier 1283 à Aoste, est un évêque d'Aoste de la fin du  XIIIe siècle.

## Biographie

### Origines
Une tradition fait de Simon le fils du seigneur de Duingt, Rodolphe, situé sur les bords du Lac d'Annecy, dans le comté de Genève (actuel département de la Haute-Savoie). Il serait ainsi issu de la famille seigneuriale du lieu. Le généalogiste Amédée de Foras (1878) réfute cependant cette filiation, indiquant qu'il s'agissait plus probablement d'un « surnom de l'endroit d'où il était originaire ».

### Épiscopat
Simon est mentionné pour la première fois comme évêque élu d'Aoste le 1er février 1275. Il est consacré le 20 juillet de la même année. Ce qu'on connaît de son épiscopat se résume à sa présence dans quelques actes civils et religieux. Il reçoit une donation en décembre 1276 l'année suivante avec Pierre Grossi du Châtelard (pms), archevêque de Tarentaise, il approuve les statuts de son Chapitre de chanoines. Le 31 mai 1278, il confirme aux habitants du Val de Cogne les privilèges qui leur ont été accordés par ses prédécesseurs. Il est présent lors du testament de Guillaume Sarriod coseigneur de Châtel-Argent le 30 juin 1279.
En 1280, il réunit un synode à partir duquel sont rédigés des statuts. Sur cinquante-neuf paragraphes, les paragraphes 3, 44, 50-59 sont originaux, les autres sont essentiellement une copie des statuts de l'évêque de Paris, Odon/Eudes de Sully (1197-1208). Le 4 juin de la même année, il promulgue un décret condamnant les usurpations de juridictions ecclésiastiques par des laïcs. Le 16 juin 1282, lors de la fondation de l'hospice de La Salle; il confirme la donation d'un certain Jean Ney, tailleur.

### Mort et succession
Le 12 janvier 1283, il fait rédiger ses dernières volontés au notaire-curé, Pierre Fromond. Il demande que son corps soit inhumé dans la cathédrale d'Aoste, devant l'autel de Sainte-Croix. Parmi les bénéficiaires de ses biens, plusieurs institutions et prélats de la région, deux neveux, Michelet, clerc, et un autre curé de Filinges, une sœur, Ambroisie, et un certain Richard de Duin.
Son testament comporte son sceau, un évêque mitré, crossé, bénissant avec les mots S. Symonis Di Gra Episcopi Auguste.
Le martyrologe de la cathédrale d'Aoste relève sa mort le 20 janvier 1283 : « XIII Kal. febr. Obitus domini Symonis episcopi augustensis...MCC LXXXIII » (« le 13 des calendes de février, mort du seigneur Simon, évêque des aostois... 1283 »).